# Сіссі Стюарт
Сіссі Стюарт (англ. Cissie Stewart, 19 липня 1911 — 8 січня 2008) — британська плавчиня.
Призерка Олімпійських Ігор 1928 року.
Призерка Ігор Британської імперії 1930 року.